# Алвин и катериците
„Алвин и катериците“ (на английски: Alvin and the Chipmunks) е американски анимационен сериал, дебютиран на 17 септември 1983 г. и свършва на 1 декември 1990 г. по NBC. Героите са базирани от Рос Багдасарян старши.

## Актьорски състав
- Рос Багдасарян младши – Алвин, Саймън и Дейв Севил
- Джанис Карман – Тиодор Севил, Британи, Джанет и Елинор Милър
- Дуди Гудмън – Мис Милър

## В България
В България сериалът започва излъчване през 1992 г. по Канал 1 на БНТ с български войсоувър дублаж, преведен като „Семейство Чипмънкс“. В него участва Иван Танев, който озвучава Дейв.